# 林家棟
林 家棟（ラム・カートン、1967年9月21日 - ）は、香港の俳優。

## 経歴
・10歳の頃から4年間九龍城砦で暮らした経験を持つ。1988年、香港無綫電視藝員訓練班第15期として香港芸能界に入る。同期にドニー・イェンがいる。入班から1995年までは家計の為、副業をしながら小さな役をこなしていく。1995年、『娛樂插班生』作品内のジャッキー・チュンの物まねが話題になり、知名度が上がるきっかけになる。2000年、香港無綫電視を退社。同年アンディ・ラウが創立したFocus（亨泰環宇有限公司）と契約を交わし、所属俳優になる。 
・2005年、『エレクション』に出演する。2008年に『イップ・マン 序章』（第28回香港電影金像奨助演男優賞ノミネート）、2009年には『冷たい雨に撃て、約束の銃弾を』に出演。香港演藝人協會の第8期、9期、13期の理事副会長を務める（2007年12月12日～2011年12月11日・2018年1月19日～2019年）。
・2011年、自身のプロデュース作『燃えよ!じじぃドラゴン 龍虎激闘』が第30回香港電影金像奨にて最優秀作品賞を受賞。2012年、『コールド・ウォー 香港警察 二つの正義』に出演（第32回香港電影金像奨助演男優賞ノミネート）。2013年、アンディ・ラウに後押しされつつFocusを離れ、2014年自家製藝人管理有限公司を立ち上げる。
・2017年、『大樹は風を招く』で第36回香港電影金像奨にて主演男優賞を受賞。同年、香港電影評論學會、香港電影導演會年度大奨も受賞。2018年、『狼たちの処刑台』に出演（第37回香港電影金像奨助演男優賞ノミネート）。2020年、『手巻き煙草』で第57回台湾金馬賞主演男優賞に初ノミネート。2021年、第20回ニューヨークアジア映画祭Asian Star Award受賞。2021年、第15回アジア・フィルム・アワード主演男優賞に初ノミネート。
・2022年、第28回香港電影評論学会大奨にて『黄昏をぶっ殺せ』で最優秀脚本賞受賞、『手巻き煙草』『リンボ』で最優秀男優賞ノミネート。第40回香港電影金像奨でも『手巻き煙草』『リンボ』で最優秀男優賞、『黄昏をぶっ殺せ』で最優秀脚本賞にそれぞれノミネート。
・2022年11月に開催された映画祭「Making Waves - Navigators of Hong Kong Cinema 香港映画の新しい力」にて自身のプロデュース作『黄昏をぶっ殺せ』『リンボ』の上映が決定。映画祭で行われるQ&Aへの参加と日本の映画界への香港映画、合作映画製作のプロモーションも兼ねて、公式での初来日を果たした。（プライベートでは何度も来日していた、と話している）
・日本の演歌が好き。安全地帯の大ファンでもある。

## フィルモグラフィー

### 映画
| 公開年（香港・中国大陸） | 作品 | 役名                           | 日本公開の有無                                          |
| 1992                     | 丐世英雄                                                                                                |                                |                                                         |
| 1992                     | 賭城大亨II之至尊無敵                                                                                    | 募金イベント司会者             |                                                         |
| 1994                     | 新男歡女愛                                                                                              | バーの客                       |                                                         |
| 1995                     | 迷姦犯                                                                                                  |                                |                                                         |
| 1996                     | 第八宗罪                                                                                                | 林世傑                         |                                                         |
| 1996                     | 鬼劇院之驚青艶女郎                                                                                      | Joe                            |                                                         |
| 1997                     | 擁抱朝陽                                                                                                |                                |                                                         |
| 1999                     | ジェネックス・コップ（特警新人類 Gen-x Cops）                                                           | 恐竜                           | 〇                                                      |
| 1999                     | 流星 THE KID（流星語 The Kid)                                                                           | サム                           | 〇                                                      |
| 2000                     | 死亡網絡                                                                                                | 葉Sir                          |                                                         |
| 2001                     | ラブ・イズ・マネー（有情飲水飽 Love Me, Love My Money）                                                 | トム                           | ＤＶＤの発売のみ                                        |
|                          | 天使交易                                                                                                |                                |                                                         |
|                          | ダンス・オブ・ドリーム（愛君如夢 Dance of a Dream）                                                     | 王一飛                         | ＤＶＤの発売のみ                                        |
| 2002                     | インファナル・アフェア（無間道 Infernal Affairs）                                                       | ビー/ラム                      | 〇                                                      |
| 2003                     | インファナル・アフェアIII 終極無間                                                                      | ビー/ラム                      | 〇                                                      |
| 2004                     | ベルベット・レイン（江湖 Blood Brothers）                                                               | 勝                             | 〇                                                      |
| 2004                     | イエスタデイ、ワンスモア（龍鳳鬥 Yesterday Once More）                                                  | すごい調査員（好厲害的調查員） | 〇                                                      |
| 2004                     | イノセントワールド -天下無賊-（天下無賊）                                                               | 四眼                           | 〇                                                      |
| 2004                     | A-1頭條                                                                                                 | 阿唐                           |                                                         |
| 2004                     | 美麗酒吧                                                                                                | 趙海                           |                                                         |
| 2004                     | スーパーキッズ（超班寶寶）                                                                              | 余天際                         | 配信サイトにて配信あり                                  |
| 2004                     | 童夢奇緣                                                                                                | 周副校長                       |                                                         |
| 2004                     | エレクション（黑社會 Election）                                                                         | トンクン                       | 〇                                                      |
| 2006                     | マイ・マザー・イズ・ア・ベリー・ダンサー/ママはベリーダンサー（師奶唔易做 My Mother Is a Belly Dancer） | 黄さん                         | 〇                                                      |
| 2006                     | I’LL CALL YOU アイル・コール・ユー（得閒飲茶 I'll Call You）                                            | 李sir                          | 〇                                                      |
| 2006                     | 私の胸の思い出（天生一對 2 Become 1）                                                                   | 志睦                           | 〇                                                      |
| 2006                     | プロジェクトBB（寶貝計劃 Rob-B-Hood）                                                                   | 救護員                         | 〇                                                      |
| 2006                     | エグザイル/絆（放‧逐 Exiled）                                                                           | キョン                         | 〇                                                      |
| 2006                     | エレクション 死の報復（黑社會以和為貴 Election 2）                                                      | トンクン                       | 〇                                                      |
| 2007                     | 每當變幻時                                                                                              | 美容学校の講師                 |                                                         |
| 2007                     | 七擒七縱七色狼                                                                                          | 段貝山                         |                                                         |
| 2007                     | 兄弟 | 信仔，林沙展                   |                                                         |
| 2007                     | 出エジプト記（出埃及記 Exodus）                                                                         | 装飾設計士                     | ※第20回東京国際映画祭で上映                             |
| 2007                     | 葬禮揸FIT人                                                                                             | 洪彬                           |                                                         |
| 2007                     | 三不管                                                                                                  | 司徒奇                         |                                                         |
| 2007                     | MAD探偵 7人の容疑者（神探 Mad Detective）                                                               | コウ・チーワイ                 | 〇                                                      |
| 2007                     | 強奪のトライアングル（鐵三角 Triangle）                                                                 | ウェン                         | 〇                                                      |
| 2008                     | スリ（文雀 Sparrow）                                                                                    | 震波（ボー）                   | 〇                                                      |
| 2008                     | イップ・マン 序章（葉問 Ip Man）                                                                        | リーチウ                       | 〇                                                      |
| 2009                     | 機動部隊－人性                                                                                          | 陳耀雄(嗱喳雄)                 |                                                         |
| 2009                     | 頭七 | 地圖王                         |                                                         |
| 2009                     | 彈道 | 添金水                         |                                                         |
| 2009                     | 冷たい雨に撃て、約束の銃弾を（復仇 Vengeance）                                                          | チュウ                         | 〇                                                      |
| 2010                     | 72家租客                                                                                                | 太子炳                         |                                                         |
| 2010                     | Child's Eye (童眼)                                                                                      | 宿の主人 泉                    | ＤＶＤの発売のみ                                        |
| 2011                     | 保衛戰隊之出動喇！朋友！                                                                                | 鄺盛                           |                                                         |
| 2011                     | 香港四重奏Ⅱ 上河図（香港四重奏II 短片《上河圖》）                                                       | 高級知識分子                   |                                                         |
| 2012                     | 桃さんのしあわせ（桃姐 A Simple Life）                                                                  | 役名なしゲスト出演             | 〇                                                      |
| 2012                     | モーターウェイ（車手 Motorway）                                                                         | 莊Sir                          | 〇                                                      |
| 2012                     | コールド・ウォー 香港警察 二つの正義（寒戰 Cold War）                                                   | アルバート（鄺智立）           | 〇                                                      |
| 2012                     | ドラッグ・ウォー 毒戦（毒戰 Drug War）                                                                  | ドン（李阿東）                 | 〇                                                      |
| 2013                     | 紙月亮                                                                                                  | 陳天送                         |                                                         |
| 2013                     | テイル・フロム・ダーク2 奇幻夜- 枕妖（李碧華鬼魅系列:奇幻夜 - 枕妖）                                    | 阮浩康                         | ネットフリックスにて配信中                              |
| 2013                     | ファイヤー・ストーム（風暴 Firestorm）                                                                  | トー                           | 〇                                                      |
| 2014                     | インターセプション 盗聴戦（竊聽風雲3 Overheard 3）                                                      | 陸建波                         | 〇                                                      |
| 2014                     | Zの嵐（Z風暴）                                                                                          | 黃文彬                         | ネットフリックスにて配信中                              |
| 2015                     | 夜の珍客（浮華宴）                                                                                      | 裘添富                         | ネットフリックスにて配信中                              |
| 2015                     | 一路驚喜                                                                                                | 阿倫                           |                                                         |
| 2015                     | 三更車庫                                                                                                | 包子                           |                                                         |
| 2015                     | 別有動機                                                                                                | 姚傑                           |                                                         |
| 2015                     | 消失的兇手                                                                                              | 霍華                           |                                                         |
| 2016                     | 刑警兄弟                                                                                                | 孔祥興                         |                                                         |
| 2016                     | 兇手還未睡                                                                                              | 李偉臣                         |                                                         |
| 2016                     | あの時に思いを（此情此刻 The Moment）                                                                   | 陳家輝                         | アジアフォーカス福岡国際映画祭2016で上映                |
| 2016                     | あの子が消えた夏（夏那年夏天你去了哪裏）                                                                | 鄧督察                         | ネットフリックスにて配信中                              |
| 2016                     | 大樹は風を招く（樹大招風 Trivisa）                                                                      | 季正雄                         | 第17回東京フィルメックスで上映                          |
| 2017                     | 毒。誡（どくのいましめ）（毒。誡 Dealer Healer）                                                        | 喇叭                           | アジアフォーカス福岡国際映画祭2017                      |
| 2017                     | ザ・スリープ・カース (失眠）                                                                            | 周福(丘福)                     | 〇                                                      |
| 2017                     | SPL 狼たちの処刑台 (殺破狼・貪狼 Paradox）                                                              | 鄭漢守                         | 〇                                                      |
| 2017                     | 常在你左右                                                                                              | 志強                           |                                                         |
| 2017                     | 我們遇見松花湖                                                                                          | 龍浩                           |                                                         |
| 2017                     | 狂獣 欲望の海域（狂獸）                                                                                 | 陳耀輝                         | 〇                                                      |
| 2019                     | P風暴                                                                                                   | 黃文彬                         |                                                         |
| 2019                     | 追龍II：賊王                                                                                            | 博士                           |                                                         |
| 2019                     | ホワイト・ストーム（掃毒2天地對決）                                                                     | 律政司司長                     | 〇                                                      |
| 2019                     | 迷局伏香                                                                                                | 梁鏡暉                         |                                                         |
| 2020                     | 手巻き煙草（手捲煙）                                                                                    | チウ（關超）                   | 大阪アジアン映画祭2021にて上映                          |
| 2021                     | 追虎擒龍                                                                                                | 白松安                         |                                                         |
| 2021                     | 總是有愛在隔離                                                                                          | COVID-19発症者                 |                                                         |
| 2021                     | アニタ（梅艷芳）                                                                                        | 蘇孝良                         | 大阪アジアン映画祭2022にて上映                          |
| 2021                     | リンボ（智齒）                                                                                          | ザン（斬哥）                   | 東京国際映画祭2021、香港映画祭 Making Waves2022にて上映 |
| 2023                     | 斷網 | 陳明志                         |                                                         |
| 2023                     | マッド・フェイト（命案）                                                                                | 大師                           | 香港映画祭 Making Waves 2023にて上映                    |
| 2023                     | 第八個嫌疑人                                                                                            |                                |                                                         |
| 2024                     | 潛行 |                                | 2023年12月29日大陸公開 香港2024年1月11日                |
| 2024                     | 臨時劫案                                                                                                |                                | 香港2024年1月10日 2024年1月19日大陸公開                 |
| 公開待ち                 | 滅相 |                                |                                                         |
| 公開待ち                 | 殊途同歸                                                                                                |                                |                                                         |
| 公開待ち                 | 雞蛋仔                                                                                                  |                                |                                                         |
| 公開待ち                 | 誰變走了大佛                                                                                            |                                |                                                         |
| 公開待ち                 | 選擇遊戲                                                                                                |                                |                                                         |
| 公開待ち                 | 惡行之外                                                                                                |                                |                                                         |
| 公開待ち                 | 暖暖・暖男 Un Coeur D'Artichaut                                                                         |                                |                                                         |

### 製作
| 公開年（香港・中国大陸） | 作品                           |                        | 日本公開の有無                                               |
| 2010                     | 燃えよ!じじぃドラゴン 龍虎激闘 | プロデュース           | 〇                                                           |
| 2015                     | 死開啲啦≪Get Outta Here≫       | プロデュース           |                                                              |
| 2021                     | 黄昏をぶっ殺せ（殺出個黄昏）   | プロデュース/脚本      | 大阪アジアン映画祭2022、香港映画祭 Making Waves 2022にて上映 |
| 公開待ち                 | 滅相                           | プロデュース/脚本/主演 |                                                              |
| 公開待ち                 | 殊途同歸                       | プロデュース/主演      |                                                              |
| 公開待ち                 | 雞蛋仔                         | プロデュース/主演      |                                                              |
| 公開待ち                 | 莫浪費。青春                   | プロデュース           |                                                              |